# Обиколка на Италия
Обиколката на Италия (на италиански: Giro d'Italia) е колоездачно състезание в Италия, най-важното в света след Обиколката на Франция.
Обиколката на Италия е етапно състезание, което продължава 3 седмици и започва през май или началото на юни. Джирото е вдъхновено от Обиколката на Франция. За пръв път е проведено през 1909 г. и тогава е спечелено от Луиджи Гана. Състезанието печели популярност и скоро става една от трите Големи обиколки – заедно с Обиколката на Франция и Обиколката на Испания.
Докато водачът в общото класиране в Обиколката на Франция получава жълта фланелка (от жълтите страници на „Л'ото“), то в Обиколката на Италия получава розова фланелка (на италиански: Maglia rosa, от „Ла Гадзета дело Спорт“). Най-добрият катерач получава синя фланелка, водачът в класирането за спринтьори – червена фланелка, а най-добре представящият се млад колоездач – бяла фланелка.
Италианецът Феличе Джимонди държи рекорд за най-много подиуми – 9 (3 победи, 2 втори места и 3 трети места).
През 2015 г. Николай Михайлов става първият българин, взел участие в обиколката. 

## История
Идеята за провеждане на състезателна колоездачна обиколка на Италия се заражда през 1908 г., като неин инициатор е Ла Гадзета дело Спорт. Идеята на спортния ежедневник била вдъхновена от успеха, постигнат от френския спортен журнал „Ото“ с обиколката на Франция. Така 127 състезатели на 13 май 1909 г. дават нейното начало. 

## Класиране
Съставят се отделни класирания според вида етап, който някой колоездач е спечелил:
- Розова фланелка – водач в общото класиране по време.
- Лилава (цикламена) фланелка – водачът в класирането по точки (за спринтьори). Точки се печелят при междинни спринтове и при края на всеки етап. (червена до 1969 г. и между 2010 и 2017 г.)
- Синя фланелка – носи се от най-добрият катерач. Точките за класирането се дават според категорията на изкачването (зелена до 2013 г.).
- Бяла фланелка – носи се от най-добре представилия се в генералното класиране колоездач до 26 години.

## Видове етапи

### Масов старт
Повечето стартове са от този тип, като всички колоездачи стартират заедно от един град до друг.

#### Планински етапи
Обиколката на Италия е известна със стръмните и трудни планински етапи. Традиционно състезанието преминава през две планини – Алпите и Доломитите. Едни от най-известните планински етапи са преминаването на Пасо ди Стелвио, Пасо Пордой и Пасо ди Гавия. Именно в тези етапи стават и най-големите размествания в генералното класиране поради голямото разкъсване между различните колоездачи.

### Индивидуално бягане по часовник
Първото бягане по часовник е проведено през 1933 г. с дължина 62 км.

### Отборно бягане по часовник
Първото отборно бягане по часовник е проведено през 1937 г. с дължина 60 км.

### Градски етап
Етапът започва и завършва в един и същи град, като Милано държи рекорда за най-много такива етапи – 137 пъти. 

## Рекорди
Най-много победи
- по 5 победи: Алфредо Бинда (1925, 1927, 1928, 1929, 1933), Фаусто Копи (1940, 1947, 1949, 1952, 1953), Еди Меркс (1968, 1970, 1972, 1973, 1974)Еди Меркс през 1973 г.
- по 3 победи: Джовани Брунеро (1921, 1922, 1926), Джино Бартали (1936, 1937, 1946), Фиоренцо Мани (1948, 1951, 1955), Бернар Ино (1980, 1982, 1985), Феличе Джимонди (1967, 1969, 1976)

Най-много дни с розовата фланелка
- 78 – Еди Меркс

Най-много етапни победи в една Обиколка
- 12 – Алфредо Бинда през 1927

## Интересни факти
- Юго Кобле (Швейцария) през 1950 г. става първият неиталианец, спечелил обиколката на Италия
- Най-дългата обиколка е била през 1954 г. с обща дължина от 4337 км, разделени в 22 етапа
- 430 км е най-дългият етап, провеждан някога в историята на обиколката
- Марио Чиполини (Италия) държи рекорда за най-много етапни победи – 42
- Белгиецът Еди Меркс е рекордьор за най-продължително носене на розовата фланелка за лидер – той е бил притежател на фланелката в цели 78 етапа
- Андрю Хампстън е единственият северноамериканец, спечелил Джирото през 1988 г.
- Джирото не се провежда на два пъти в историята – в периода 1915 – 1918 г. и през 1941 – 1945 г., заради двете световни войни.